# Маје (Кунео)
Маје је насеље у Италији у округу Кунео, региону Пијемонт.
Према процени из 2011. у насељу је живело 17 становника. Насеље се налази на надморској висини од 503 м.